# Liste der Kulturdenkmäler in Löllbach
In der Liste der Kulturdenkmäler in Löllbach sind alle Kulturdenkmäler der rheinland-pfälzischen Ortsgemeinde Löllbach aufgeführt. Grundlage ist die Denkmalliste des Landes Rheinland-Pfalz (Stand: 2. August 2023).

## Einzeldenkmäler
| Bezeichnung         | Lage                     | Baujahr                    | Beschreibung                                                                              | Bild                           |
| ------------------- | ------------------------ | -------------------------- | ----------------------------------------------------------------------------------------- | ------------------------------ |
| Wohnhaus            | Auf dem Hof 2 Lage       | Mitte des 19. Jahrhunderts | ehemalige Schule; klassizistischer Putzbau, Mitte des 19. Jahrhunderts                    | Fotos hochladen                |
| Haustür             | Harzgasse, an Nr. 2 Lage | 1860                       | Haustür, klassizistisch, bezeichnet 1860                                                  | Fotos hochladen                |
| Hofanlage           | Oberdorf 2 Lage          | 18. Jahrhundert            | Streckhof; Fachwerkhaus, verputzt, 18. Jahrhundert                                        | Fotos hochladen                |
| Wohnhaus            | Oberdorf 6 Lage          |                            | ehemaliges Wohnhaus (?), Bruchsteinbau, im Kern wohl spätmittelalterlich                  | BW                             |
| Evangelische Kirche | Oberdorf 8 Lage          |                            | Saalbau, im Kern spätgotisch, 1683 barock verändert, spätgotischer Chor, romanischer Turm | weitere Bilder Fotos hochladen |